# Osiny (Kępno)
Pour les articles homonymes, voir Osiny.
Osiny est une localité polonaise de la gmina et du powiat de Kępno en voïvodie de Grande-Pologne.